# Juan Carlos Forneris
Juan Carlos Forneris Ocampo (nacido el 3 de octubre de 1932 en La Plata, Buenos Aires, Argentina) es un exfutbolista argentino. Jugaba de defensor y su primer club fue el Quilmes AC.

## Carrera
Comenzó su carrera en 1957 jugando para el Quilmes AC. Jugó para ese club hasta 1959. En ese año se fue a España, para formar parte de las filas del Granada CF. Jugó para el club hasta 1961. En 1962 se fue al Elche CF. Jugó para el club hasta 1966, cuando definitivamente colgó sus botas.

## Clubes
| Club       | País      | Año       |
| ---------- | --------- | --------- |
| Quilmes AC | Argentina | 1957-1959 |
| Granada CF | España    | 1959-1961 |
| Elche CF   | España    | 1962-1966 |